# Maximina Almeida
Maximina Almeida (n. Aveiro, 1967) é uma arquitecta portuguesa.
Diplomada em arquitectura pela Faculdade de Arquitectura da Universidade Técnica de Lisboa em 1991.
Maximina Almeida e o arquitecto Telmo Cruz formaram o atelier MxT STUDIO.

## Obras
- Mercado Público da Comenda no Alentejo com Telmo Cruz e Pedro Soares, projecto vencedor do Prémio Ascensores Enor de Portugal 2009.[3]

## Prémios
- Prémio Ascensores Enor de Portugal 2009